# محمد تانكو
محمد تانكو (بالإنجليزية: Mohammed Tanko)‏ هو لاعب كرة قدم غاني في مركز الهجوم، ولد في 15 نوفمبر 1988 في غانا. لعب مع نادي ليغانيس ونادي ميدياما ونادي هارت أوف ليونز.